# 即使，這份戀情今晚就會從世界上消失
《即使，這份戀情今晚就會從世界上消失》是日本作家一条岬所著的小說，2020年2月22日經KADOKAWA出版。第26屆電擊小說大獎Media Works文庫獎得獎作品。
改編真人電影於2022年7月29日上映，三木孝浩執導，道枝駿佑、福本莉子雙主演。

## 故事
神谷透後面座位的男同學・下川是霸凌者的目標。透為了阻止霸凌答應霸凌者主犯的男生的要求——今天跟1班的日野真織告白的話就停止霸凌。透向真織虛假的告白後，真織以遵守三個規則為條件——「放學前互相都不交談」、「對話溝通要簡潔」、「雙方都不真心喜歡」，給出OK的回覆。
兩人開始交往，幸福共度時光裡並互相吸引。透漸漸無法對愛情說謊，向真織尋問「喜歡妳可以嗎？」。但是，真織邊猶豫邊向透坦白「只要晚上睡覺後就會把事情忘記。一天發生的事情，全部。」
無法累積新的記憶，只要睡著後記憶就會重置的真織，在筆記本以及日記本寫下一天所發生的事情，隔天早上起來通過複習把記憶連在一起。

## 出場人物
神谷透
主人公。高中生。與父親住在公營住宅團地。母親於小學一年級時因病去世。
之後當時中學一年級的姊姊・早苗，代母職照顧家裡大小事。
雖然因為虛假的告白開始戀愛，但是很珍惜真織。
日野真織
透的戀人。高中生。特進1班學生。稱呼透「我的男友君」。
因事故罹患名叫順向失憶症的失憶症，每天記憶會在睡著後重置。
綿矢泉
高中生。真織的好友。
對透很信任，與真織和透常常一起3人行動。
下川
坐在透前面座位的男同學。性格非常溫和。與透漸漸變成朋友。
霸凌受害者，但是自從透阻止，並答應霸凌者的要求跟真織告白後，霸凌停止了。
因父母的原因，將轉學至中國的學校。
神谷早苗
透的姊姊。作家。筆名是西川景子。是一位冷豔美人，與透完全不像。
文藝界新人賞得主。
以作品「殘滓」獲得今年的「芥河賞」。
透和早苗的父親
以成為小說家為目標，但是中途放棄了。在附近的汽車工廠工作。
以寫作為藉口，把家事都丟給早苗和透。

## 出版書籍
简体中文版由新星出版社于2021年7月发售。繁體中文版由平裝本出版於2022年1月10日發售。
| 卷數 | KADOKAWA | KADOKAWA      | KADOKAWA               | 모모                                      | 모모         | 모모                   | 新星出版社                   | 新星出版社 | 新星出版社             | 平裝本出版 | 平裝本出版    | 平裝本出版             |
| 卷數 | 原文標題 | 發售日期      | ISBN                   | 韩文標題                                  | 發售日期     | ISBN                   | 中文標題                     | 發售日期   | ISBN                   | 中文標題   | 發售日期      | ISBN                   |
| ---- | -------- | ------------- | ---------------------- | ----------------------------------------- | ------------ | ---------------------- | ---------------------------- | ---------- | ---------------------- | ---------- | ------------- | ---------------------- |
| 1    |          | 2020年2月22日 | ISBN 978-4-04-913019-5 | 오늘 밤, 세계에서 이 사랑이 사라진다 해도 | 2021年1月1日 | ISBN 979-1-191-04329-7 | 今夜，即便这份恋情从世界消散 | 2021年7月  | ISBN 978-7-5133-4556-9 |            | 2022年1月10日 | ISBN 978-626-953-383-1 |

## 真人電影
《即使，這份戀情今晚會從世上消失》是於2022年7月29日上映的日本電影，改編自日本小說家一条岬作品《即使，這份戀情今晚就會從世界上消失》，由三木孝浩執導，道枝駿佑和福本莉子主演。這是道枝駿佑首次擔任電影主演。2023年1月，韓國累計動員人數超過100萬人，繼咒怨(2002)以後，首次突破該成績之日本真人電影，其票房成績位列歷代上映之日本真人電影第2名(第1名為情書)。

### 演員列表
- 神谷透：道枝駿佑（浪花男子）
- 日野真織：福本莉子
- 綿矢泉：古川琴音[10]
- 神谷早苗：松本穗香[10]
- 神谷幸彥：萩原聖人[10]
- 神谷文乃：野波麻帆（日语：野波麻帆）[10]
- 日野敬子：水野真紀[10]
- 日野浩司：野間口徹（日语：野間口徹）[10]
- 下川：前田航基[10]
- 三枝：西垣匠[10]
- 醫師：藏原健（日语：藏原健）
- 三枝的朋友：梶田冬磨、赤木耀（日语：赤木耀）
- 透與真織的同學：鎌田來樹（日语：鎌田來樹）、新谷柚美（日语：新谷柚美）、中崎花音（日语：中崎花音）

### 製作團隊
- 原作：一条岬《即使，這份戀情今晚就會從世界上消失》（MediaWorks文庫）
- 導演：三木孝浩
- 編劇：月川翔、松本花奈
- 配樂：龜田誠治
- 主題曲：Yorushika《左右盲》（環球音樂J）[11]
- 製作：松岡宏泰
- 共同製作人：藤島茱莉景子、小山洋平、堀内大示、細野義朗、弓矢政法
- 統籌製作人：臼井央
- 企劃、製作：春名慶、岸田一晃
- 製作人：川田尚廣
- 現場監製：片平大輔
- 撮影：柳田裕男（J.S.C.）
- 美術：松永桂子
- 音效：豐田真一
- 燈光：宮尾康史
- 剪輯：穗垣順之助
- 副導演：清水勇氣
- 音響效果：大塚智子
- 音樂監製：有馬由衣
- 宣傳監製：林原洋一
- 製作公司：TOHO STUDIO
- 發行：東寶
- 製作：製作委員會

## 外部連結
- 小說特設網站（日語）
- 電影東宝官方網站（日語）
- 電影官方網站（日語）
- 電影的X（前Twitter）（日語）
- 電影的Instagram帳戶（日語）